# Bernice Orwig
Bernice Jane Orwig, född 24 november 1976 i Anaheim, Kalifornien, är en amerikansk vattenpolomålvakt. Hon deltog i den olympiska vattenpoloturneringen i Sydney där USA:s damlandslag i vattenpolo tog silver. Orwig spelade fem matcher i turneringen. Orwig studerade vid University of Southern California.